# Belhade
Belhade (Balehada ou Vath Lada en Gascon) est une commune du Sud-Ouest de la France, située dans le département des Landes (région Nouvelle-Aquitaine).

## Géographie

### Localisation
Commune située dans forêt des Landes sur  la Petite Leyre et faisant partie du parc naturel régional des Landes de Gascogne. Elle est limitrophe du département de la Gironde.

### Communes limitrophes
Les communes limitrophes sont  Argelouse, Mano, Moustey, Pissos, Saint-Symphorien et Sore.
|         | Mano    | Saint-Symphorien (Gironde, par un quadripoint) |
| Moustey | Belhade | Argelouse                                      |
|         | Pissos  | Sore                                           |

### Climat
Pour des articles plus généraux, voir Climat de la Nouvelle-Aquitaine et Climat des Landes.
Historiquement, la commune est exposée à un climat océanique aquitain.  
En 2020, Météo-France publie une typologie des climats de la France métropolitaine dans laquelle la commune est exposée à un climat océanique et est dans la région climatique  Aquitaine, Gascogne, caractérisée par une pluviométrie abondante au printemps, modérée en automne, un faible ensoleillement au printemps, un été chaud (19,5 °C), des vents faibles, des brouillards fréquents en automne et en hiver et des orages fréquents en été (15 à 20 jours).
Pour la période 1971-2000, la température annuelle moyenne est de 12,6 °C, avec une amplitude thermique annuelle de 14 °C. Le cumul annuel moyen de précipitations est de 1 055 mm, avec 12,4 jours de précipitations en janvier et 7,6 jours en juillet. Pour la période 1991-2020, la température moyenne annuelle observée sur la station météorologique la plus proche, située sur la commune de Pissos à 11 km à vol d'oiseau, est de 13,7 °C et le cumul annuel moyen de précipitations est de 1 031,6 mm,. Pour l'avenir, les paramètres climatiques de la commune estimés pour 2050 selon différents scénarios d’émission de gaz à effet de serre sont consultables sur un site dédié publié par Météo-France en novembre 2022.

## Urbanisme

### Typologie
Au 1er janvier 2024, Belhade est catégorisée commune rurale à habitat très dispersé, selon la nouvelle grille communale de densité à sept niveaux définie par l'Insee en 2022.
Elle est située hors unité urbaine et hors attraction des villes,.

### Occupation des sols

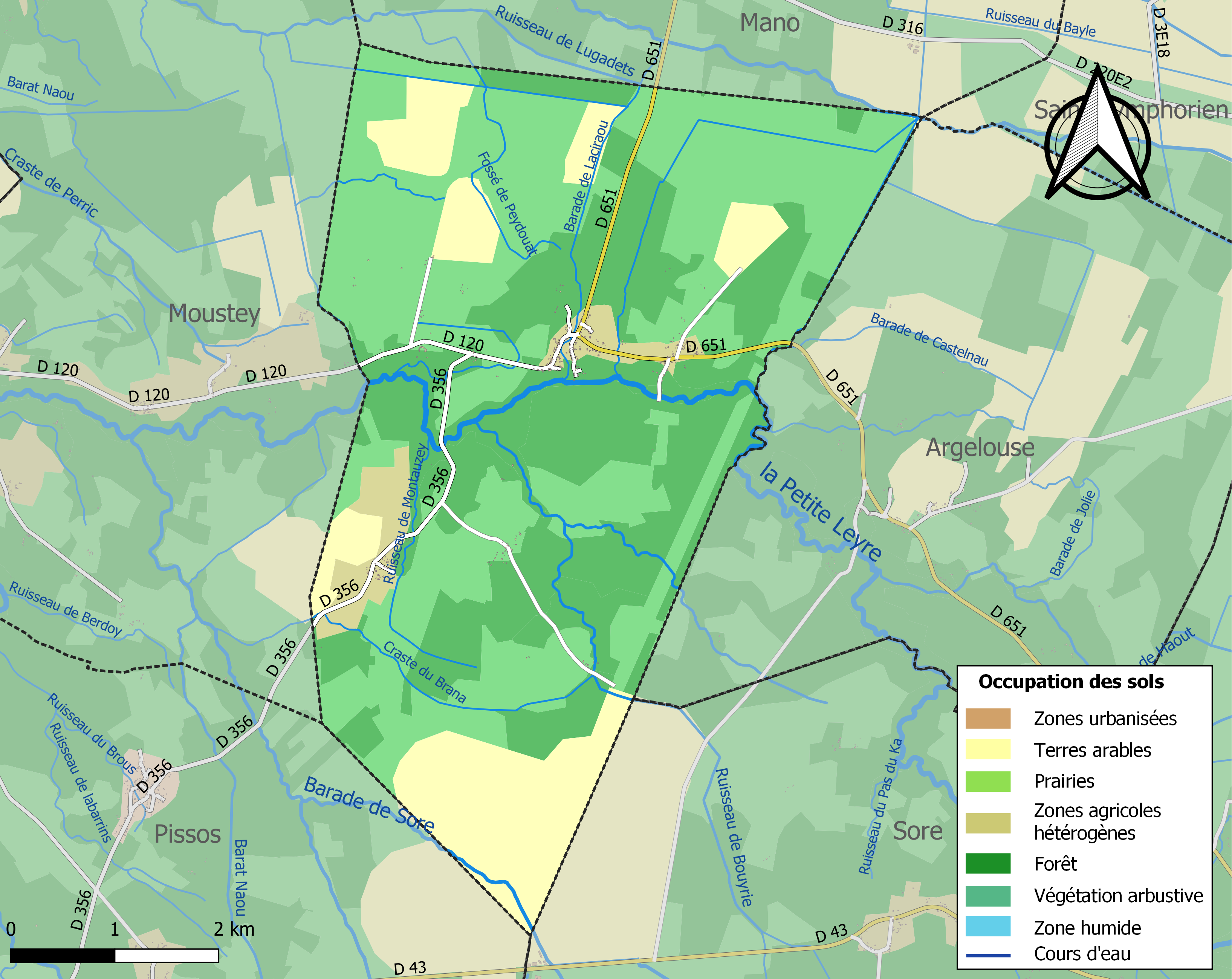
Carte des infrastructures et de l'occupation des sols de la commune en 2018 (CLC).

L'occupation des sols de la commune, telle qu'elle ressort de la base de données européenne d’occupation biophysique des sols Corine Land Cover (CLC), est marquée par l'importance des forêts et milieux semi-naturels (80,7 % en 2018), en diminution par rapport à 1990 (81,7 %). La répartition détaillée en 2018 est la suivante : milieux à végétation arbustive et/ou herbacée (45,5 %), forêts (35,2 %), terres arables (15,3 %), zones agricoles hétérogènes (4 %). L'évolution de l’occupation des sols de la commune et de ses infrastructures peut être observée sur les différentes représentations cartographiques du territoire : la carte de Cassini (XVIIIe siècle), la carte d'état-major (1820-1866) et les cartes ou photos aériennes de l'IGN pour la période actuelle (1950 à aujourd'hui).

### Risques majeurs
Le territoire de la commune de Belhade est vulnérable à différents aléas naturels : météorologiques (tempête, orage, neige, grand froid, canicule ou sécheresse), inondations, feux de forêts, mouvements de terrains et séisme (sismicité très faible). Un site publié par le BRGM permet d'évaluer simplement et rapidement les risques d'un bien localisé soit par son adresse soit par le numéro de sa parcelle.
Certaines parties du territoire communal sont susceptibles d’être affectées par le risque d’inondation par débordement de cours d'eau, notamment la Petite Leyre, la Barade de Sore et le ruisseau de Castera. La commune a été reconnue en état de catastrophe naturelle au titre des dommages causés par les inondations et coulées de boue survenues en 1999, 2009 et 2020,.
Belhade est exposée au risque de feu de forêt. Depuis le 20 avril 2016, les départements de la Gironde, des Landes et de Lot-et-Garonne disposent d’un règlement interdépartemental de protection de la forêt contre les incendies. Ce règlement vise à mieux prévenir les incendies de forêt, à faciliter les interventions des services et à limiter les conséquences, que ce soit par le débroussaillement, la limitation de l’apport du feu ou la réglementation des activités en forêt. Il définit en particulier cinq niveaux de vigilance croissants auxquels sont associés différentes mesures,.
Les mouvements de terrains susceptibles de se produire sur la commune sont des tassements différentiels.

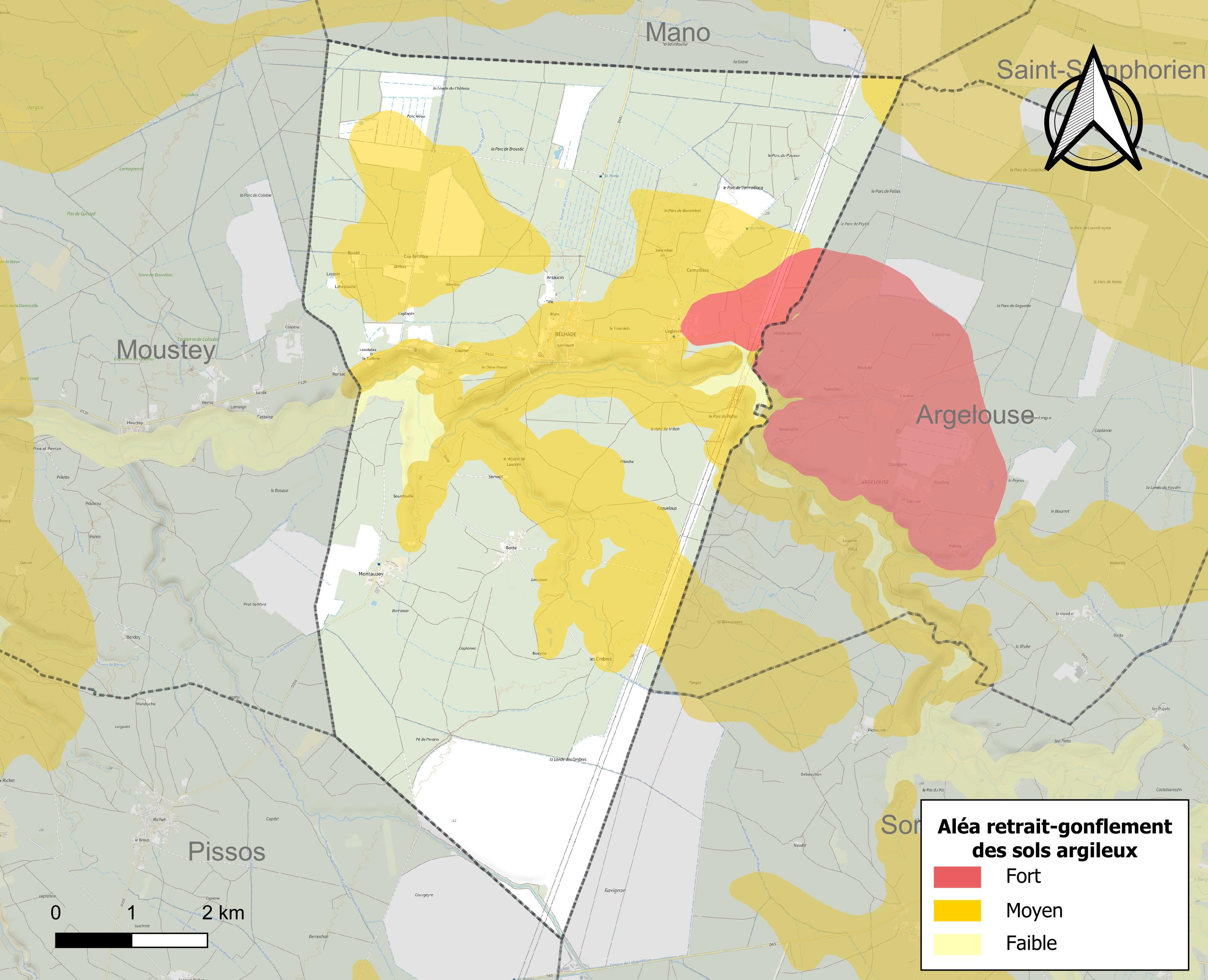
Carte des zones d'aléa retrait-gonflement des sols argileux de Belhade.

Le retrait-gonflement des sols argileux est susceptible d'engendrer des dommages importants aux bâtiments en cas d’alternance de périodes de sécheresse et de pluie. 36,2 % de la superficie communale est en aléa moyen ou fort (19,2 % au niveau départemental et 48,5 % au niveau national). Sur les 134 bâtiments dénombrés sur la commune en 2019, 101 sont en aléa moyen ou fort, soit 75 %, à comparer aux 17 % au niveau départemental et 54 % au niveau national. Une cartographie de l'exposition du territoire national au retrait gonflement des sols argileux est disponible sur le site du BRGM,.
Concernant les mouvements de terrains, la commune a été reconnue en état de catastrophe naturelle au titre des dommages causés par des mouvements de terrain en 1999.

## Histoire
L'étymologie de Belhade vient du gascon vath lada (vallée large), désignant la vallée dominée par le château de Belhade édifié au XIIIe siècle.
La commune est, le 14 décembre 1985, le théâtre de ce qu'on appelle « la tuerie de Belhade », au cours de laquelle des gens du milieu bordelais tuent par balles trois personnes  : Michel Linder (25 ans), Lucienne Gousse (68 ans) et Jean-Claude Bonnefon (44 ans) dans le relais de chasse de La Leyre avant d'y mettre le feu. Quatre des cinq personnes impliquées dans ce triple assassinat sont lourdement condamnées par la Cour d'assises des Landes. Il ne reste plus rien de nos jours du relais de chasse calciné.

## Politique et administration

### Liste des maires
| Période                                  | Période                   | Identité               | Étiquette | Qualité                               |
| ---------------------------------------- | ------------------------- | ---------------------- | --------- | ------------------------------------- |
| mars 1960                                | mars 1985                 | René Guilhemsans       |           |                                       |
| 1995                                     | décembre 2024 (démission) | Jean-Marie Guilhemsans | PS        | Chef d'entreprise transports retraité |
| 2025                                     | En cours                  | Bernard Jaëger         |           |                                       |
| Les données manquantes sont à compléter. |                           |                        |           |                                       |

### Politique environnementale
Dans son palmarès 2024, le Conseil national de villes et villages fleuris de France a attribué une fleur à la commune.

## Démographie
| 1793 | 1800 | 1806 | 1821 | 1831 | 1836 | 1841 | 1846 | 1851 |
| ---- | ---- | ---- | ---- | ---- | ---- | ---- | ---- | ---- |
| 417  | 388  | 384  | 438  | 501  | 478  | 518  | 522  | 545  |

| 1856 | 1861 | 1866 | 1872 | 1876 | 1881 | 1886 | 1891 | 1896 |
| ---- | ---- | ---- | ---- | ---- | ---- | ---- | ---- | ---- |
| 534  | 515  | 504  | 502  | 504  | 483  | 484  | 435  | 447  |

| 1901 | 1906 | 1911 | 1921 | 1926 | 1931 | 1936 | 1946 | 1954 |
| ---- | ---- | ---- | ---- | ---- | ---- | ---- | ---- | ---- |
| 455  | 465  | 412  | 328  | 358  | 296  | 241  | 260  | 166  |

| 1962 | 1968 | 1975 | 1982 | 1990 | 1999 | 2005 | 2006 | 2010 |
| ---- | ---- | ---- | ---- | ---- | ---- | ---- | ---- | ---- |
| 146  | 134  | 126  | 112  | 101  | 132  | 153  | 158  | 192  |

| 2015 | 2020 | 2022 | - | - | - | - | - | - |
| ---- | ---- | ---- | - | - | - | - | - | - |
| 197  | 211  | 222  | - | - | - | - | - | - |

## Économie
L'activité économique traditionnelle de la commune reposait sur l'exploitation du bois (carbonisation de chêne noir) et de l'argile (fabrication de tuiles et de poteries). Le bourg se concentre aujourd'hui sur la préservation de son patrimoine.

## Culture locale et patrimoine

### Lieux et monuments
- Château de Rochefort-Lavie reconstruit au XVIIIe siècle, inscrit aux monuments historiques en 2001.
- Église Saint-Vincent-de-Xaintes de Belhade datant du XIe siècle, inscrite aux monuments historiques en 1968.
- Fontaine Sainte-Anne.

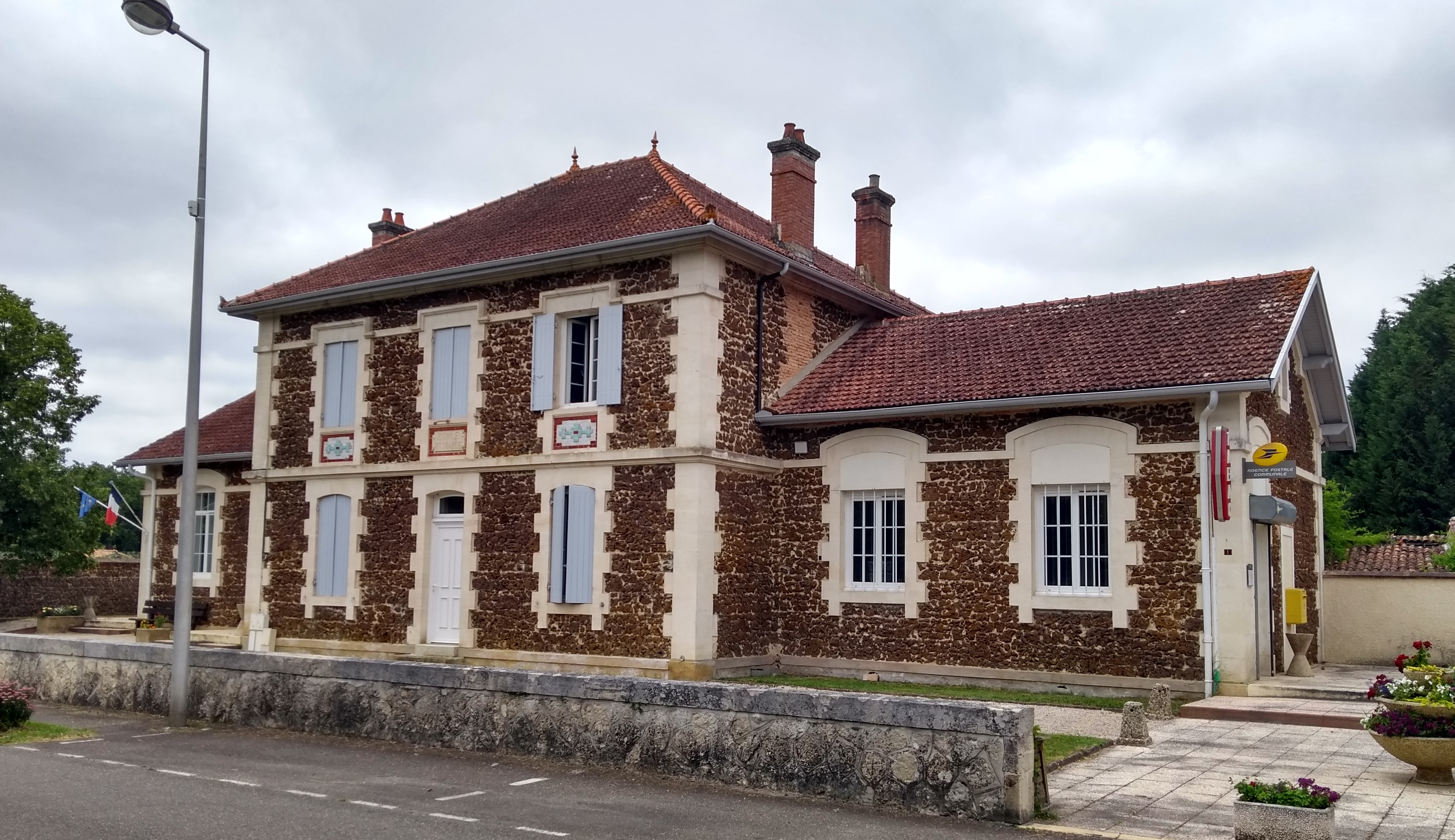
Mairie.
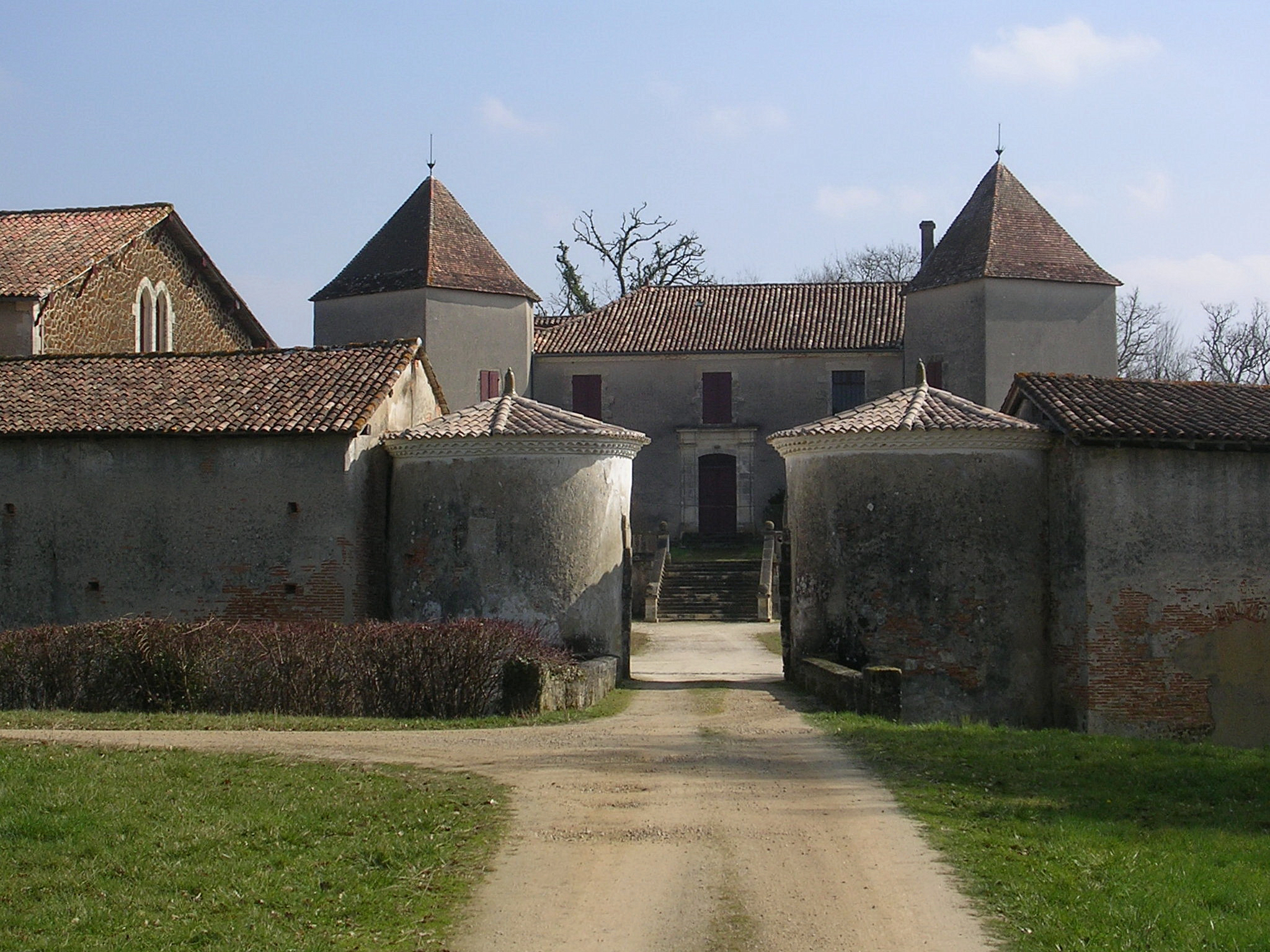
Château de Belhade.
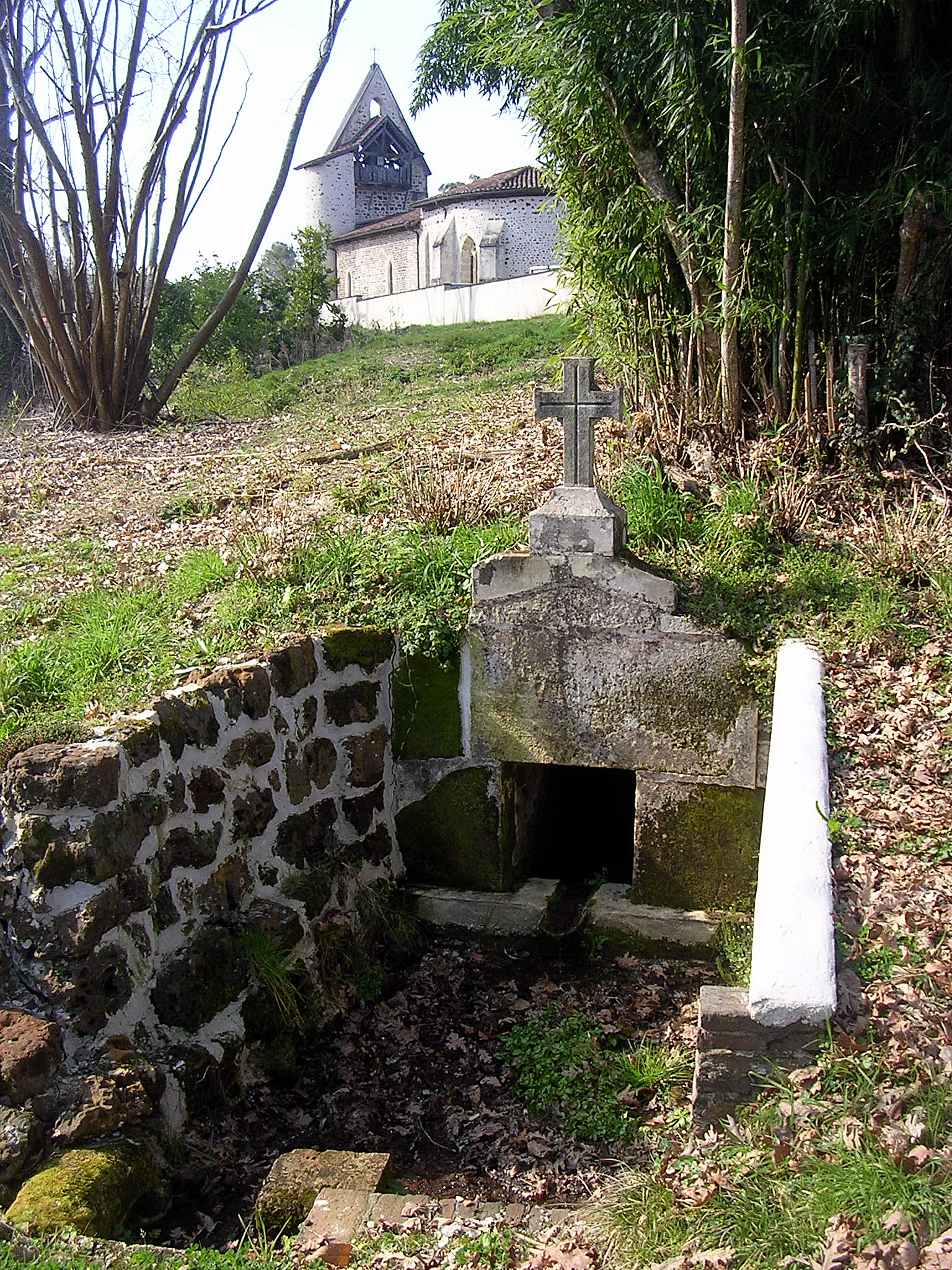
Fontaine Sainte-Anne.
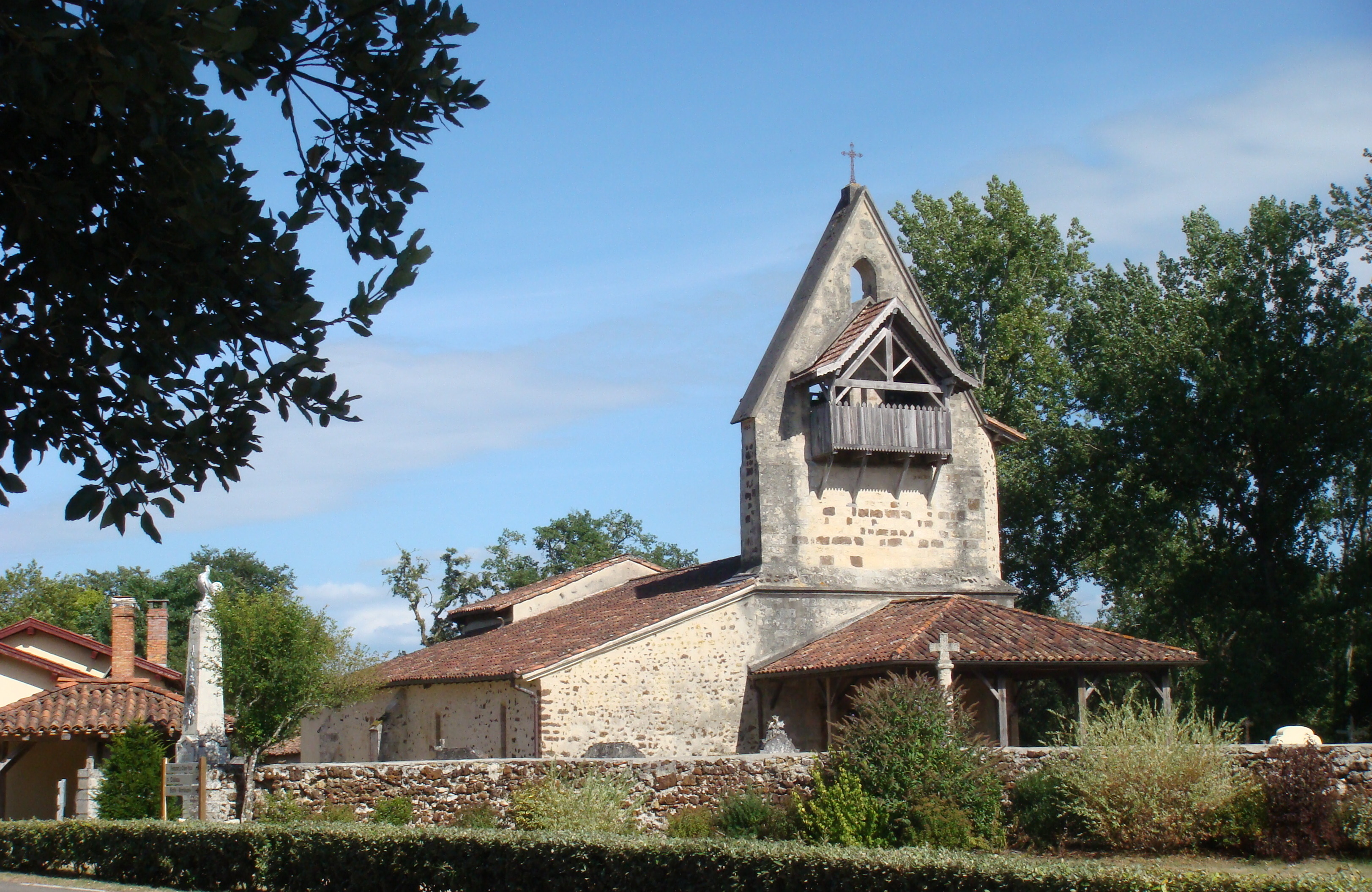
Église Saint-Vincent de Xaintes.

### Personnalités liées à la commune
- x